# Протасів Яр (зупинний пункт)
Прота́сів Яр — пасажирський зупинний пункт Київського залізничного вузла Південно-Західної залізниці. Розташована між станціями Київ-Пасажирський (на обхідній колії, що обходить залізничний вокзал з півночі) та Київ-Деміївський.

## Історія
Зупинний пункт відкритий 1954 року, під час електрифікації дільниці Київ-Пасажирський — Бровари.

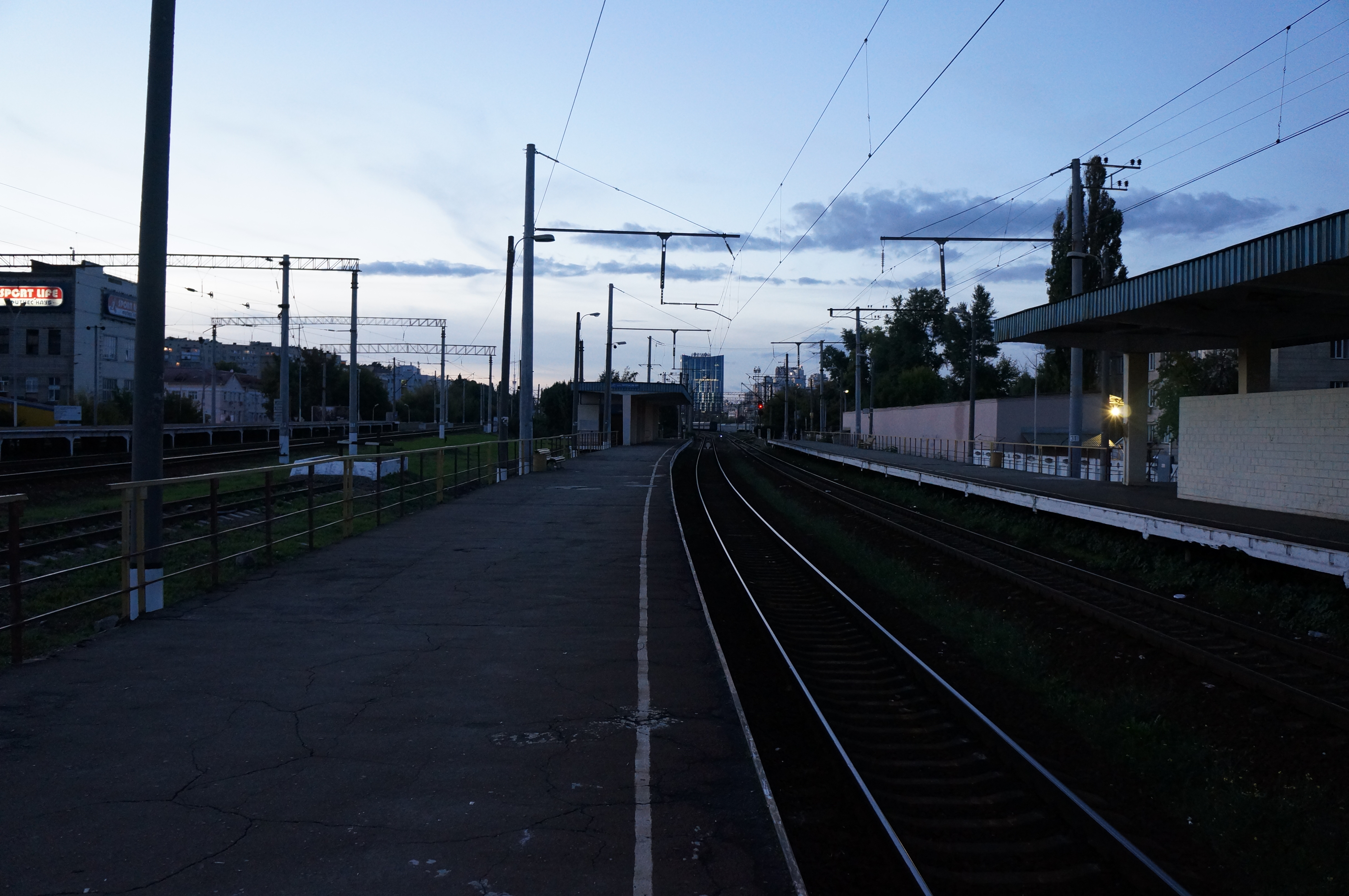

Особливістю зупинної платформи є її конфігурація — в місці розташування платформи лінія 4-колійна — дві колії йдуть на вокзал, відтак острівна платформа, розташована між ними, не використовується (з вокзалу в Дарницькому напрямку немає приміського сполучення; лише з Північної платформи), інші дві йдуть на згадувані Північні платформи, відтак там розташовано дві бічні платформи.

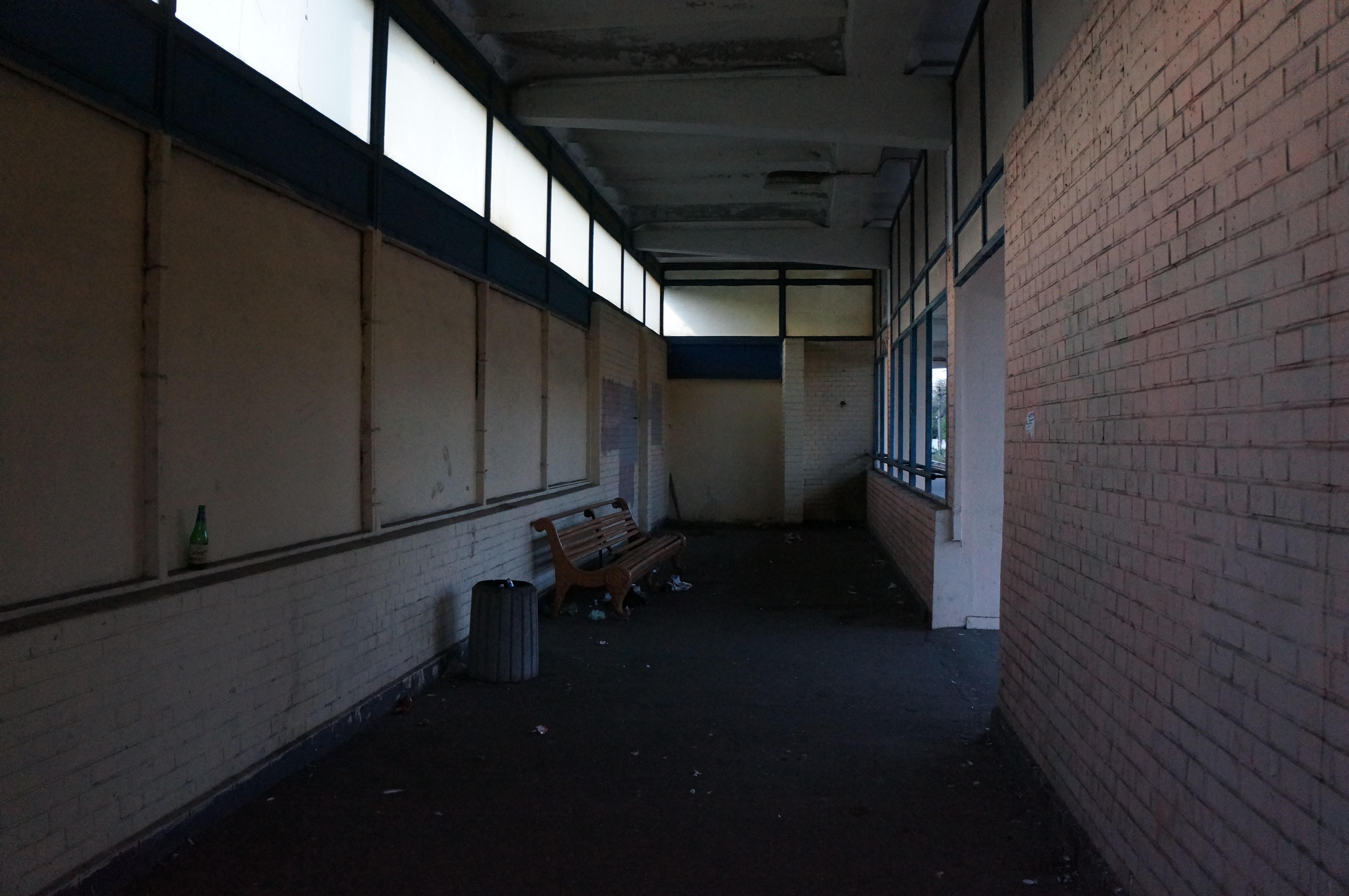

Має вихід на вулицю Івана Федорова (сходи).
За 100 м — зупинка тролейбусних маршрутів № 40 та № 40к «вул. Миколи Грінченка».

## Платформи та колії

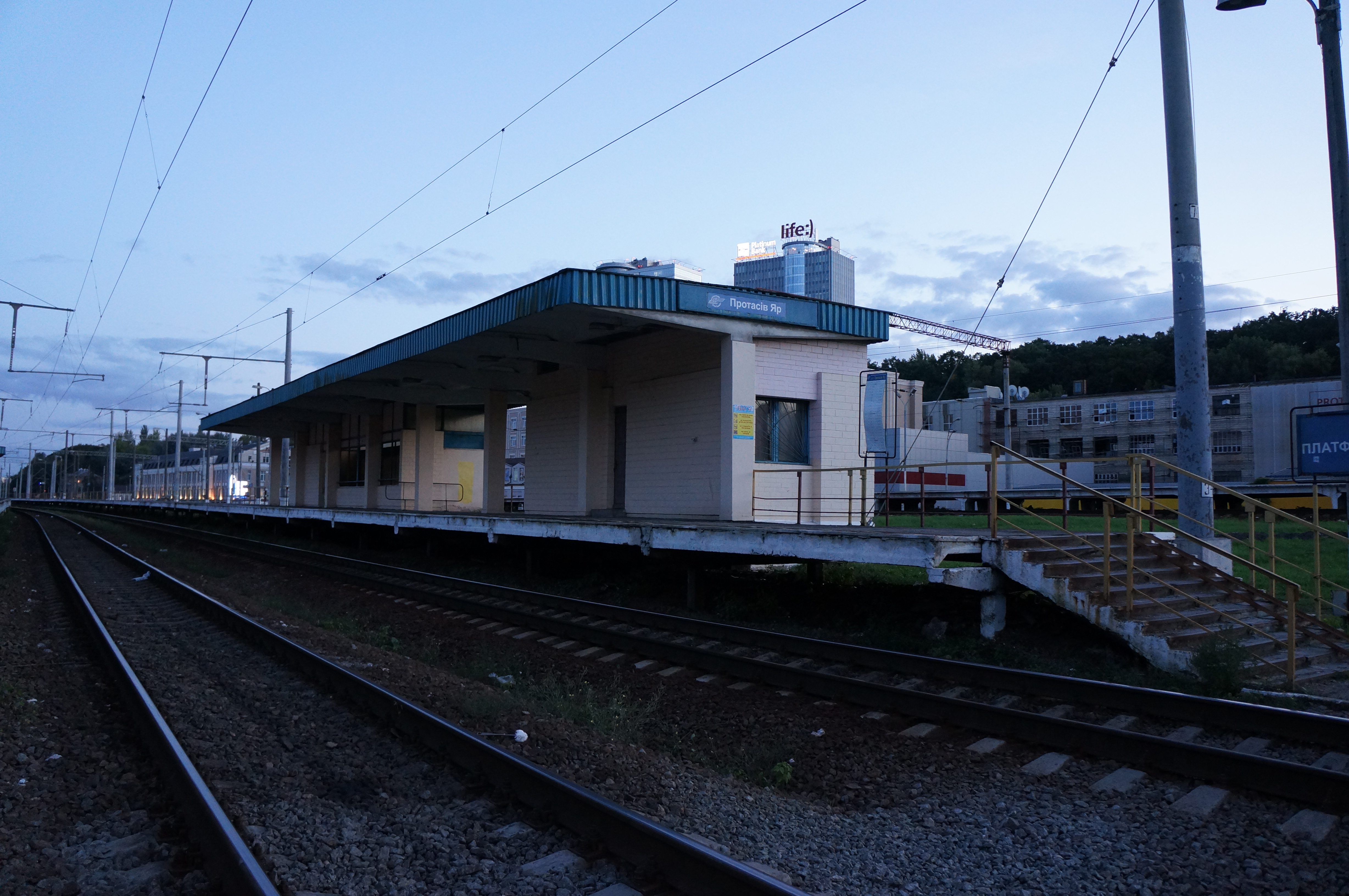

На платформі нараховують 5 колій. Вони відраховуються від НСК «Олімпійський». 1-ша колія є одинарною, а 2-5-ті — облаштовані попарно.
1-ша колія — винятково службова, вона веде до багажного відділення Києва-Товарного. 2-тя та 3-тя колії ведуть до Північних платформ станції Київ-Пасажирський. Ці платформи використовуються приміськими електропоїздами, також транзитом там проїжджає міська електричка. Ці колії мають берегові платформи 1 та 2 (перша — убік Центрального вокзалу, друга — у бік Дарниці). 4 та 5 колії ведуть до станції Київ-Пасажирський. Раніше вони активно використовувалися приміськими поїздами, однак після їхнього переходу на 2-3 колії використання тих зменшилося, вони переважно використовуються як транзитні поїздами далекого сполучення, а зупиняються на них лише кілька регіональних експресів, або поїздів підвищеного комфорту. Між 4 та 5 коліями є острівна 3 платформа. На 4 та 5 коліях двічі на день можна побачити двоповерховий поїзд Шкода, що прямує транзитом, їдучи за маршрутом № 719/720 Київ   Харків.

## Пасажирське сполучення

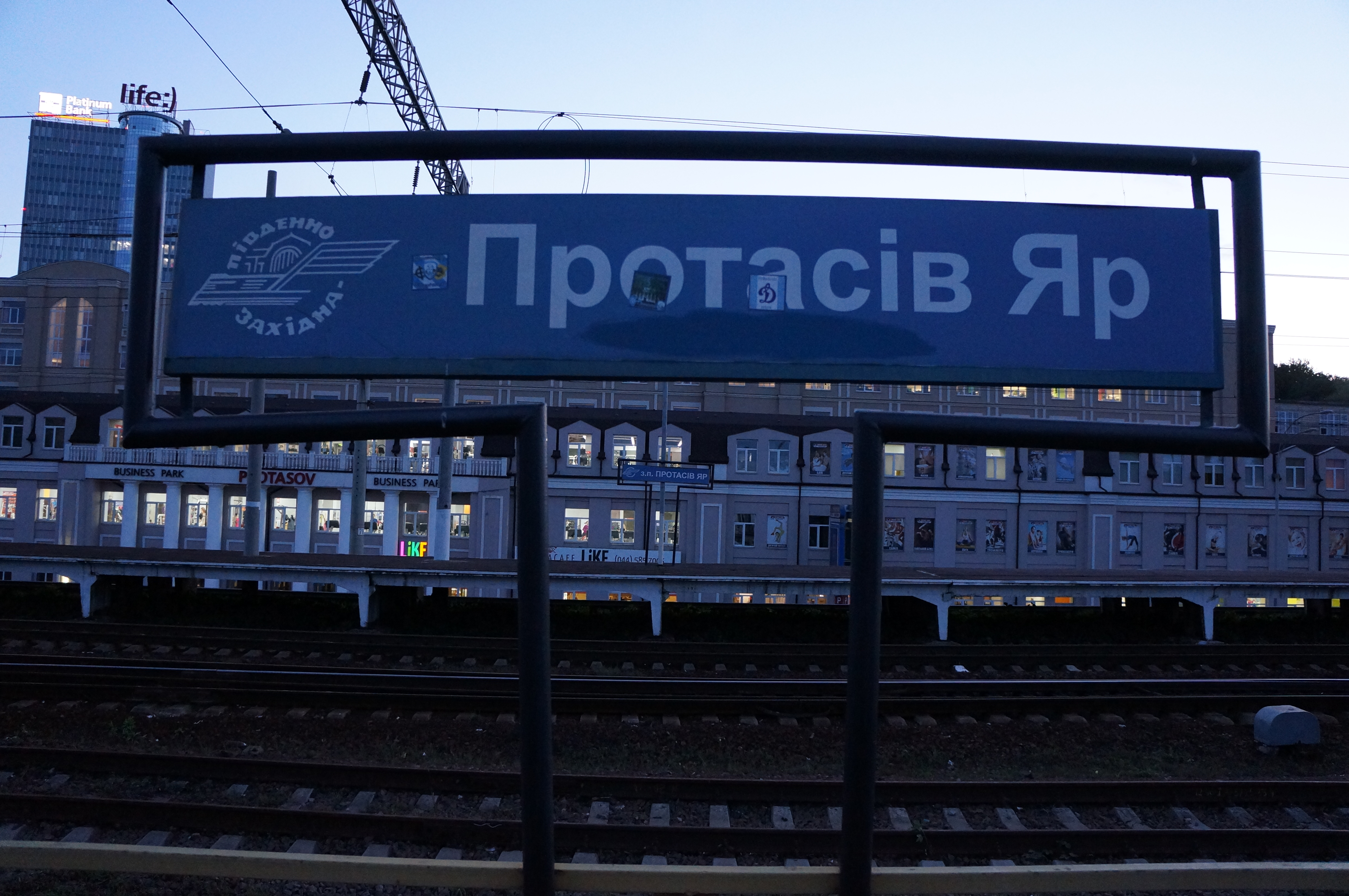
Показжик зупинного пункту Протасів Яр (2014)

### Дарницькийнапрямок
Більшість приміських електропоїздів вирушає зі станції Київ-Пасажирський, Караваєві Дачі та Київ-Волинський і прямують до станції Дарниця, надалі у яготинському напрямку (Яготин, Гребінка) або ніжинському напрямку). Нумерація яготинського напрямку — № 68** (на виїзд парні), ніжинського — 69** (на виїзд парні). Наступна зупинка від платформи Протасів Яр — станцію Київ-Деміївський (час в дорозі складає 3 хвилини).

### Миронівськийнапрямок
На Протасовому Яру зупиняються приміські електропоїзди і найменш популярного напрямку у Києві — Миронівського, що прямують через станцію Трипілля-Дніпровське. Після цієї платформи поїзди здійснюють зупинку на станції Київ-Деміївський, а потім звертають на одноколійну лінію і, починаючи з платформи Видубичі-Трипільські, прямують до станції Миронівка.

### Києво-Волинськийнапрямок
Зі станції Дарниця всі електропоїзди прямують до станції Київ-Пасажирський (час в дорозі складає 10-15 хвилин). Переважна кількість поїздів має кінцеву зупинку на Північних платформах станції Київ-Пасажирський, проте деякі електропоїзди прямують до станцій Київ-Волинський та Фастів I. 

### Регіональні експреси
На платформі Протасів Яр здійснюють зупинку єдиний регіональний експрес підвищеної комфортності:
- № 895/896 Конотоп — Фастів.

### Міська електричка
З 2009 року у планах розвитку кільцевої міської електрички передбачалося облаштування зупинки поїздів на цій станції. Вбачалося, що це стане зручним зв'язком із центром. 2011 року рух міської електрички кільцем було розпочато, однак без зупинки поїздів на станції. 
Для організації роботи міської електрички необхідна реконструкція зупинного пункту з перебудовою платформ та встановленням турнікетів, оскільки наразі вхід на станцію не обмежений. Відкриття станції анонсувалося КМДА на кінець 2015 року, проте, попри численні запити змін не відбулось.
У березні 2022 року року Київська міська електричка знову  підпорядковується Укрзалізниці, а на платформі Протасів Яр відновлена зупинка приміських електропоїздів.

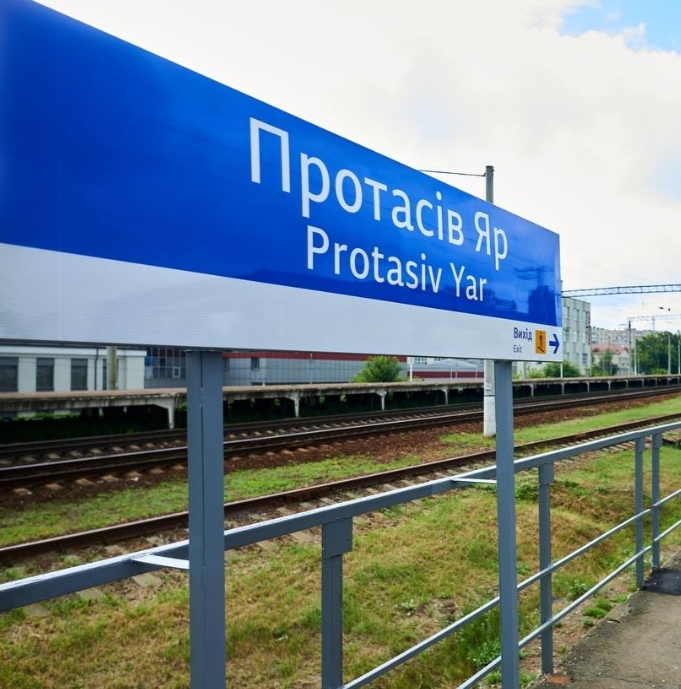
Показжик зупинного пункту Протасів Яр (липень 2022)

15 липня 2022 року в перший рейс київським кільцем вирушив черговий електропоїзд, який капітально відремонтований на власних потужностях «Укрзалізниці». Електропоїзд був реконструйований лише за два тижні й дещо відрізняється від попередніх аналогічних поїздів. Враховуючи побажання пасажирів на збільшення місць для перевезення велосипедів та подвоєння кількості велотримачів, змінена конструкцію тримачів: відтепер вони мають м‘які насадки на фіксаторах коліс, що убезпечують велосипеди від випадкового пошкодження під час транспортування. Зміни торкнулись також функціональності електропоїзда: всередині вагонів встановлені верхні поручні для зручності пасажирів, що користуються на невеликі відстані, а також змінена конструкцію сходинок, зробивши їх менш слизькими. 
Всі переваги, які притаманні минулим версіям електропоїздів, також збережені: поїзди інклюзивні (у вагонах передбачені місця для людей з інвалідністю та 58 відкидних сидінь для розміщення візків), мають пандуси та вбиральні, зручні для людей з інвалідністю, всередині вагонів встановлені оновлені сидіння, модернізована система освітлення, оповіщення та встановлені інформаційні табло. 
Також оновлена платформа зупинного пункту Протасів Яр, на платформі встановлено нове освітлення й нові сидіння в зоні чекання електропоїздів, встановлені баки для сортування сміття та змонтовано велопарковки.